# Owinger Bühl
Owinger Bühl ist ein mit Verordnung des Regierungspräsidiums Tübingen vom 15. November 1985 ausgewiesenes Naturschutzgebiet mit der Nummer 4.131.

## Lage
Das Naturschutzgebiet befindet sich im Naturraum Südwestliches Albvorland. Es liegt am Hang des Eyachtals 500 Meter östlich des Stadtteils Owingen der Stadt Haigerloch. Es ist Teil des FFH-Gebiets Nr. 7619-311 Gebiete zwischen Bisingen, Haigerloch und Rosenfeld.

## Schutzzweck
Laut Verordnung ist der wesentliche Schutzzweck die Erhaltung und Verbesserung einer Kirschbaum-Wacholderheide als Halbtrockenrasengesellschaft mit zahlreichen geschützten und vom Aussterben bedrohten Tier- und Pflanzenarten.

## Flora und Fauna
Im Gebiet kommen die Pflanzenarten Herbst-Drehwurz, Deutscher Fransenenzian und Gewöhnlicher Fransenenzian vor. An Vogelarten sind vertreten: Wendehals, Neuntöter, Raubwürger und Weidenmeise.